# Propsteikirche Lissen

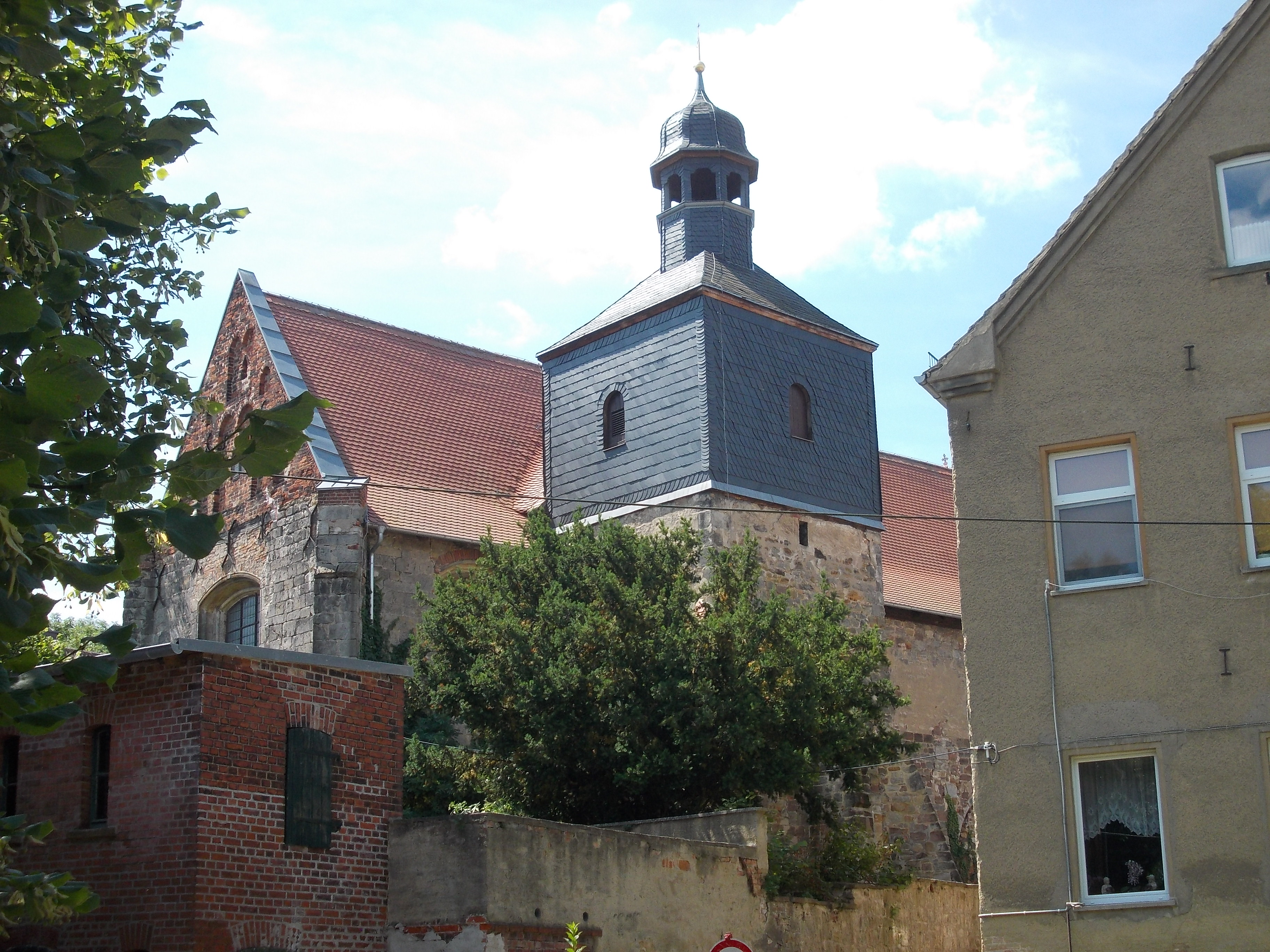
Propsteikirche Lissen

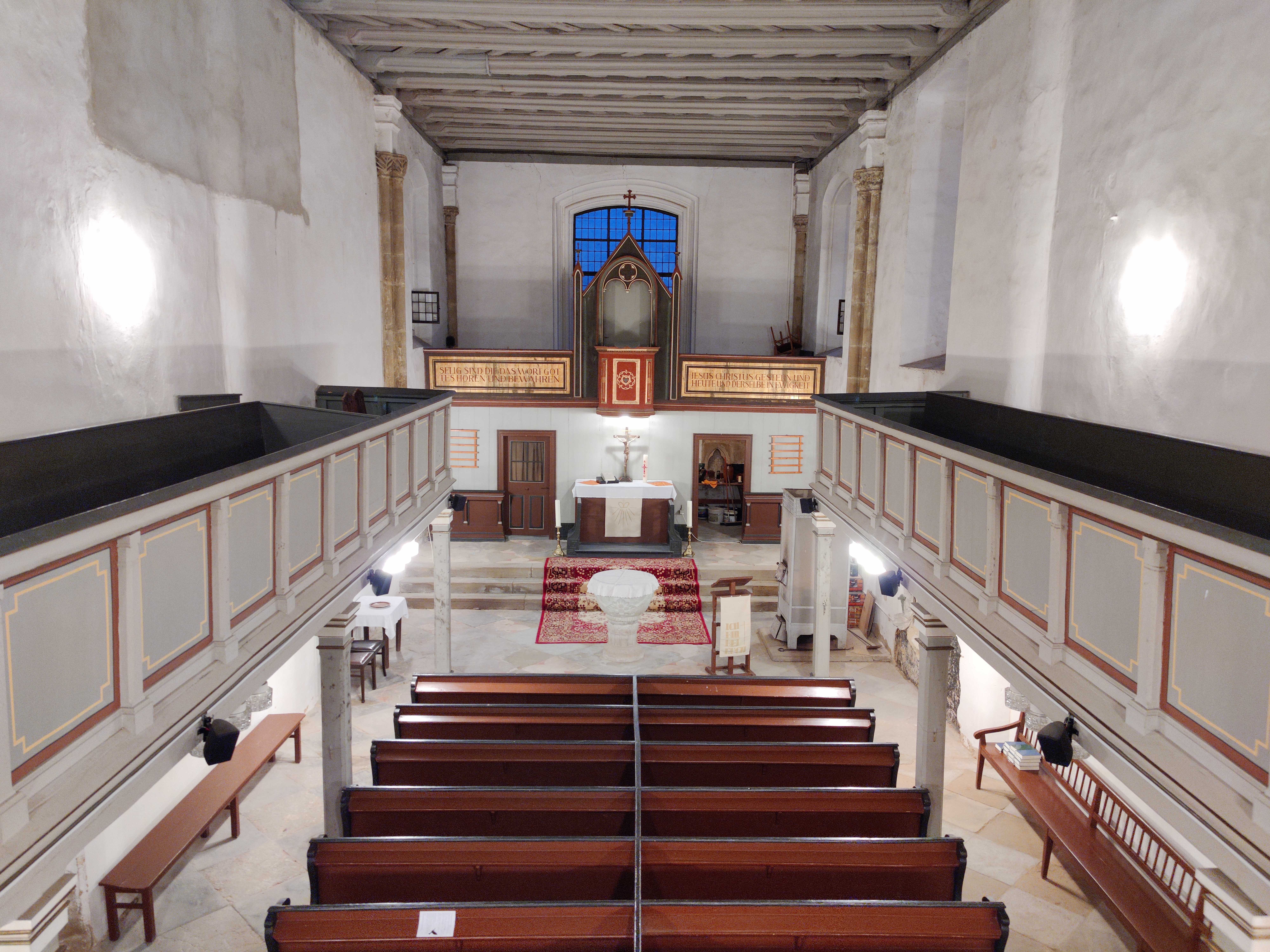
Innenansicht nach Osten

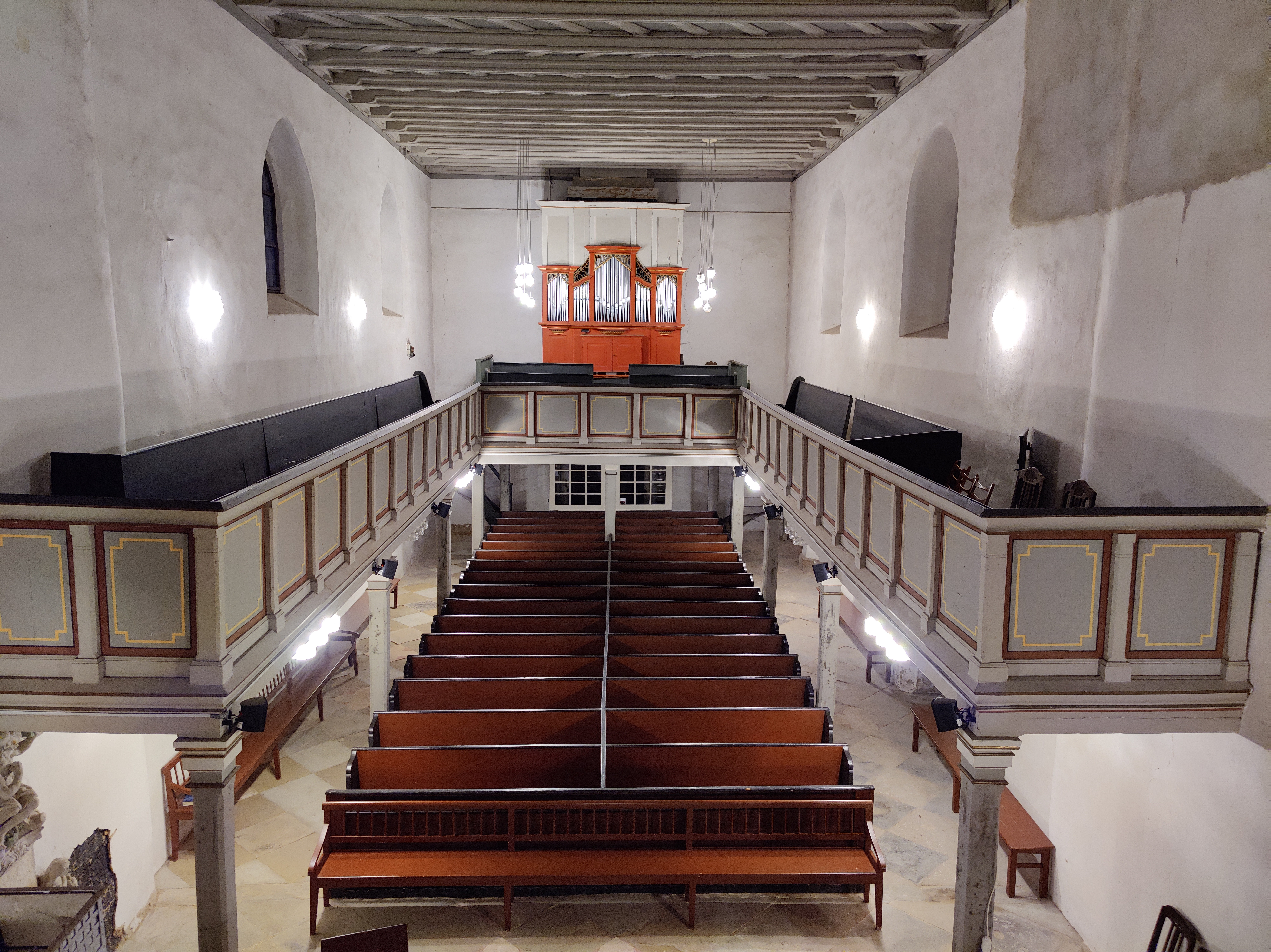
Innenansicht nach Westen

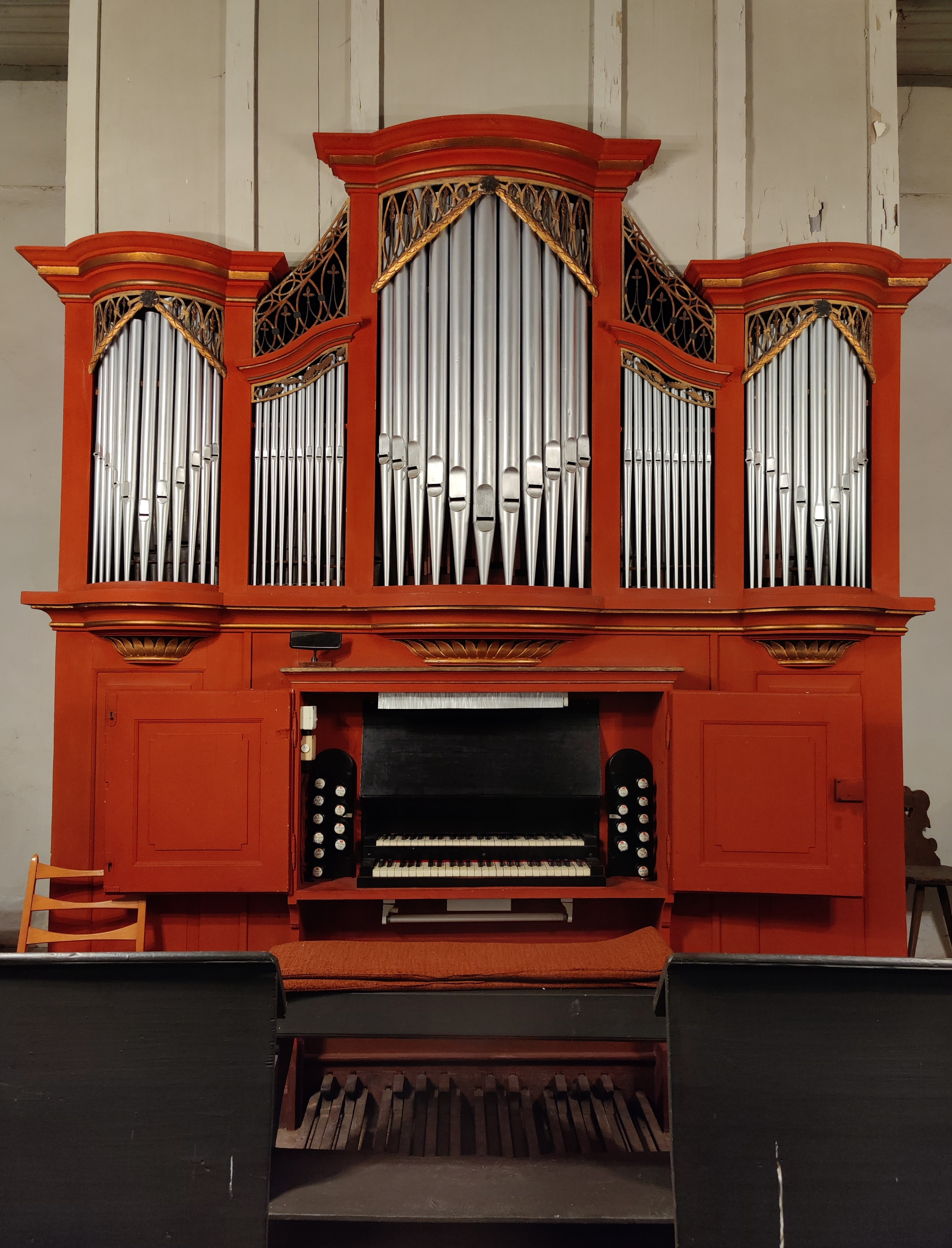
Orgel

Die evangelische Propsteikirche Lissen ist eine im Kern romanische, gotisch erneuerte Saalkirche im Ortsteil Lissen von Osterfeld im Burgenlandkreis in Sachsen-Anhalt. Sie gehört zum Pfarrbereich Schkölen-Osterfeld im Kirchenkreis Naumburg-Zeitz der Evangelischen Kirche in Mitteldeutschland.

## Geschichte und Architektur
Das Bauwerk ist eine ehemalige Zelle des Benediktinerklosters Reinhardsbrunn, die wahrscheinlich im dritten Viertel des 13. Jahrhunderts bei einer älteren Stadtkirche entstand. Im Jahr 1267 wurde ein Propst erwähnt, 1280 wurde sie cenobium genannt, im Jahr 1559 resignierte der letzte Propst.
Die Kirche war vermutlich dem Heiligen Wenzel geweiht und ist ein gestreckter Rechteckbau mit niedrigem, quadratischem und im Oberteil verschiefertem Turm auf der Nordseite, der fast vollständig in Werkstein ausgeführt wurde. Die Baugeschichte ist ungeklärt. Das Schiff ist vermutlich noch romanisch, der eingezogene Chor mit geradem Schluss wurde auf Wölbung in zwei querrechteckigen Jochen angelegt, worauf Strebepfeiler an den entsprechenden Stellen hindeuten. Die erhaltenen Kapitelle über den teilweise verkürzten und mit anstuckierten Barockkonsolen versehenen Diensten stammen aus der Zeit um 1300 und können wahrscheinlich als Beleg für die Bauzeit dienen. Während der Restaurierung in den Jahren 1981–1984 wurden zwei aus dieser Bauzeit herrührende kleeblattbogige Sitznischen auf der Südseite freigelegt. Die Fenster des östlichen Jochs sind auffälligerweise segmentbogig geschlossen, die feingeschnittenen Gewände wurden zum Teil unten zugesetzt. Der durch Blenden gegliederte Chorgiebel aus Backstein ist vielleicht jünger. An der Nordwand des Schiffes weisen die unterschiedlich vermauerten Spitzbogenarkaden auf ehemals vorhandene Kapellenanbauten hin; im Osten lag vermutlich die 1323 gestiftete und 1801 abgebrochene Andreaskapelle. Das Westportal stammt aus der Zeit um 1510, eine nördliche Pforte in vermauertem Bogen von 1598. Die durchgehende Flachdecke auf profilierten Balken stammt wohl vom Ende des 16. Jahrhunderts; die Hufeisenemporen wurden um die Mitte des 19. Jahrhunderts eingebaut.

## Ausstattung
Ein großer Taufstein aus Sandstein ist auf einem Säulenstumpf aufgestellt, der inschriftlich auf 1695 datiert ist. In der Ostwand des Chors sind zwei kleeblattbogige Sakramentsnischen aus der Bauzeit erhalten. Zur Ausstattung gehört ein kleiner spätgotischer Kruzifixus. Ein Wandgrabmal erinnert an Maria Elisabeth Brand († 1737) mit Figuren von Fides, Spes und Chronos.
Die Orgel ist ein Werk von Friedrich Ladegast aus dem Jahr 1851 mit 17 Registern auf zwei Manualen und Pedal.